# Naco (Arizona)
Naco è una località degli Stati Uniti d'America, situata nella Contea di Cochise, nello Stato dell'Arizona.